# Ebisu Muscats

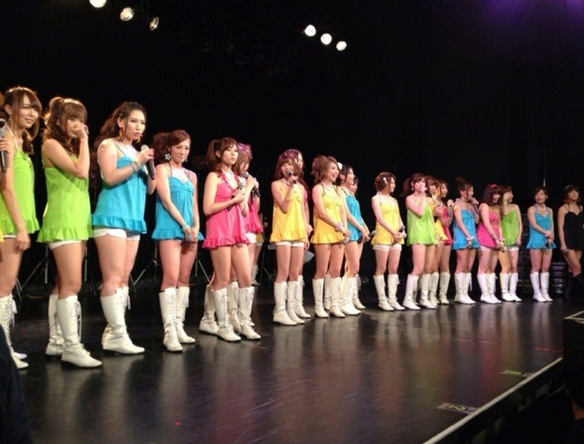
Ebisu Muscats in Osaka 2013

Ebisu Muscats (jap. 恵比寿マスカッツ, Ebisu Masukattsu) ist eine japanische Girlgroup des J-Pop. Die Gruppe setzt sich ausschließlich aus Models der Erotikbranche (AV Idols und Gravure Idols) zusammen. Die Gruppe besteht in wechselnder Besetzung und mit leicht variiertem Namen seit 2008 und hat mehrere Alben veröffentlicht, darunter den Top-10-Erfolg 卒業アルバム von 2013. Zu den prominenten und langjährigen Mitgliedern der Gruppe zählen Sola Aoi, Yuma Asami und Tina Yuzuki.

## Geschichte
Die Gruppe wurde im April 2008 für Auftritte in der TV-Show Onegai! Muscat (jap. おねがい マスカット) bei TV Tokyo gegründet. Es gab keine feste Besetzung der meist mit etwa 20–30 Mädchen auftretenden Gruppe, stattdessen wechselte die Besetzung häufig. Die Gruppe ist ein Beispiel der Vermarktungsmechanismen japanischer Pornografie, bei der die Darstellerinnen sowohl bei Hardcore-Produktionen agieren, aber auch im Mainstream-TV, in Computerspielen oder auf dem Musikmarkt mitwirken. Das Erscheinungsbild der Gruppe mit weitgehend homogen aussehenden Teilnehmerinnen, die sich im Wesentlichen nur durch die farbliche Gestaltung des uniformartigen Bühnenoutfits unterscheiden, ist eine gängige Präsentationsform japanischer Idol-Gruppen.
Ein Mädchen nahm als Leader jeweils eine Sonderrolle innerhalb der Gruppe ein. Erste Leiterin 2008 war Sola Aoi, die damals bereits auf eine mehrjährige Erotik-Karriere zurückblicken konnte. Ihr folgten mit Yuma Asami und nach deren schwerer Krebserkrankung mit Aino Kishi weitere bereits erfolgreiche Models, die neben ihrer Modeltätigkeit auch schon mit J-Pop-Veröffentlichungen oder mit Rollen in Videospielen Popularität erlangt hatten. 
Im Jahr 2010 veröffentlichte die Gruppe ihre erste Single Banana Mango Highschool (jap. バナナ・マンゴー・ハイスクール) und danach in rascher Folge bis 2013 acht weitere Singles und zwei Alben. Ab 2010 absolvierte die Gruppe außerdem Live-Auftritte. Mitte 2012 hatte die Gruppe 29 aktive und 45 ehemalige Mitglieder.
Im Frühjahr 2013 absolvierten Ebisu Muscats eine Abschiedstour, danach löste sich die Gruppe vorerst auf. Das gleichzeitig erschienene Album 卒業アルバム erreichte die Top 10 der japanischen Charts.
Im September 2015 wurde die Gruppe reaktiviert. Zur Unterscheidung von den bisherigen Line-Ups änderte man die Schreibweise und fügte dem Gruppennamen einen Stern hinzu: Ebisu★Muscats. Leader wurde Kirara Asuka, die damals auch bereits auf eine mehrjährige Medienkarriere zurückblicken konnte. Die Gruppe veröffentlichte 2015 und 2016 jeweils eine Single.
Zu den bekannteren Gründungsmitgliedern der zweiten Generation zählten u. a. Tsukasa Aoi und Iori Kogawa, zu den später hinzugekommenen u. a. Yua Mikami. Abermals zeichnet die Mitglieder aus, bereits Erotik-Karrieren begonnen zu haben und in vielen Fällen auch schon in Computerspielen oder im Musikbusiness erschienen zu sein.
Mit Sola Aoi, Yuma Asami und Rio (Tina Yuzuki) als herausragende PTA members gehörten der erneuerten Gruppe auch drei prominente Mitglieder der älteren Besetzung an. Asami ist Gründungsmitglied und trat selbst während ihrer schweren Krebserkrankung 2013 noch mit den Ebisu Muscats auf. Sie verkündete im Mai 2015 ihren Rückzug vom Pornogeschäft, will aber weiterhin als Schauspielerin und Sängerin tätig sein. Auch Tina Yuzuki verkündete inzwischen ihren Rückzug aus der Hardcore-Pornografie.
2017 änderte man den Gruppennamen zu Ebisu Muscats 1.5 und es erschien ein weiteres Album.

## Diskografie
Alben
- 2017: Kidoairaku (喜怒愛楽)
- 2020: Mini Muscats
- 2022: 10th Anniversary

Singles
- 2015: Tokyo Sexy Night (Tokyo セクシーナイト)
- 2016: Sexy Beach Honeymoon
- 2019: Ebisu Animal Anthem
- 2019: Majogarita
- 2020: Digital Noise
- 2022: Seven Colors Story (七色ストーリー)
- 2023: Night in Tokyo